# 사마륨

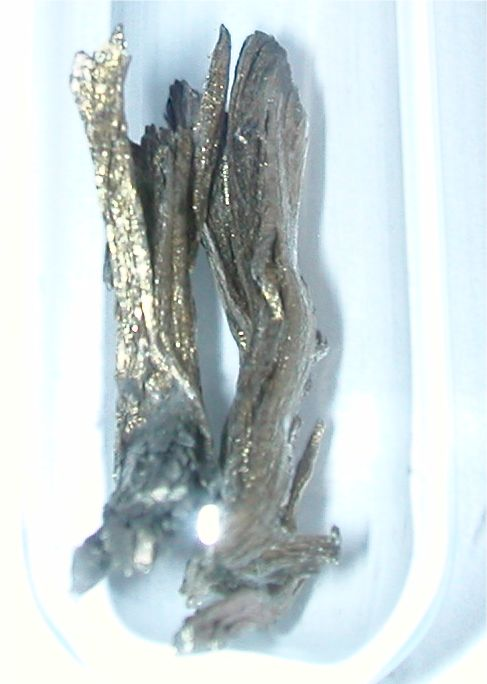

사마륨(←영어: Samarium 서메어리엄[*], 문화어: 사마리움←독일어: Samarium 자마리움[*])은 화학 원소로 기호는 Sm(←라틴어: Samarium 사마리움[*]), 원자 번호는 62이다. 단단한 은색의 금속으로 공기 중에서 쉽게 산화한다. 란타넘족의 전형적인 특성을 가지며, 주로 +3의 산화 상태를 가진다. 모든 산소족 원소들과 반응하여 화합물을 생성할 수 있다. 생물체 내에서는 중요한 역할 없이 약간의 독성을 띤다.
사마륨은 1879년 프랑스의 화학자 폴 에밀 르코크 부아보드랑이 발견하였다. '사마륨'이라는 이름은 원소가 발견된 '사마스카이트'라는 광물에서 유래하였다. 희토류 원소로 분류되기는 하지만 지각에는 40번째로 많은 원소이며 이는 주석보다도 더 흔하게 존재하는 것이다. 자연에서는 세라이트, 가돌리나이트, 사마스카이트, 모나자이트, 희토류광 등의 광물에 최대 2.8% 정도 포함되어있다. 이들 광물은 주로 중국, 미국, 브라질, 인도, 스리랑카, 호주 등에 많이 분포되어 있다.
또, 사마륨은 주로 네오디뮴 자석과 함께 강력한 자성을 가지는 사마륨-코발트 자석으로 쓰인다. 그러나 네오디뮴 자석은 조금만 가열해도 자성이 쉽게 사라지는데 반해 사마륨-코발트 자석은 약 700°C의 고온에서도 자성을 잃지 않는 성질이 있다. 방사성 동위 원소인 사마륨-153은 암 치료제로 사용되며 사마륨-149는 중성자를 잘 흡수하는 성질이 있으므로 원자로의 제어봉에 첨가된다. 화학 반응의 촉매, 방사능 연대 측정, X선 레이저 등에도 활용된다.

## 특성

### 물리적 특성
사마륨은 희토류에 속하는 원소로, 그 단단함이나 밀도가 아연과 비슷하다. 란타넘족 원소 중에서는 이터븀과 유로퓸에 이어 반응성이 세 번째로 크며, 이는 광석에서 사마륨을 분리하기가 쉬운 원인이기도 하다. 일반적인 조건에서는 삼방정계 구조(α 구조)를 가지며, 731°C 이상의 고온으로 가열하면 육방정계 구조로 전환된다. 전환 온도는 불순물에 따라 달라지기도 한다. 922°C 이상으로 가열하면 다시 결정 구조가 바뀌어 체심 입방정계 구조가 된다. 실온에서는 상자성이며 14.8K 이하로 냉각시키면 반강자성을 띤다.

### 화학적 특성
순수한 사마륨은 은색의 광택이 있다. 실온의 공기 중에 방치하면 느리게 산화되며, 150°C 이상으로 가열하면 스스로 발화하는 성질이 있다. 또, 광물유에서도 서서히 산화되기 때문에 주로 아르곤 등의 비활성 기체를 채운 용기에 보관한다. 전기 음성도가 작은 편이며, 뜨거운 물 속에서는 빠르게 반응하여 수산화 사마륨을 생성한다.

2Sm + 6H2O → 2Sm(OH)3 + 3H2

또한, 사마륨은 란타넘족 원소 중에서 +2의 산화 상태를 가질 수 있는 몇 안되는 원소 중의 하나이기도 하다. Sm2+ 이온은 수용액 상태에서 붉은색을 나타낸다.

## 동위 원소
자연에 존재하는 사마륨은 1g 당 128Bq의 방사능을 나타낸다. 네 개의 안정한 동위 원소(144Sm, 150Sm, 152Sm, 154Sm)와 세 개의 방사성 동위 원소(147Sm, 148Sm, 149Sm)가 존재하며, 이 중 가장 많이 존재하는 것은 152Sm이다. 방사성 동위 원소 세 가지는 모두 반감기가 매우 긴 편이며(147Sm은 반감기 1.06×1011년, 148Sm은 반감기 7×1015년)이며, 이들 중 149Sm은 자료에 따라 반감기 2×1015년 이상인 방사성 동위 원소로 분류되기도 하고 안정한 동위 원소로 분류되기도 한다.

## 역사
사마륨이나 그와 비슷한 원소들은 19세기 후반부터 여러 과학자들이 발견했다고 주장하였다. 그러나 이들 중 가장 많은 증거를 제시한 사람은 프랑스의 화학자 부아보드랑이었다. 그는 1879년 사마스카이트에서 산화 사마륨(혹은 수산화 사마륨)을 분리하여 흡수 스펙트럼을 통해 그것이 새 원소를 포함하고 있음을 밝혔다. 한 해 전인 1878년에는 스위스의 화학자 드라폰테인이 '데시퓸(decipium)'이라는 새 원소를 발견했다고 발표했지만 이는 나중에 사마륨을 포함해 여러 가지 원소의 혼합물이었음이 밝혀졌다. 나중에는 부아보드랑이 분리한 사마륨도 상당량의 유로퓸을 포함하고 있었다는 사실이 뒤늦게 알려졌고, 순수한 사마륨은 1901년 외젠 아나톨 데마르케이가 분리하였다.
부아보드랑은 사마스카이트에서 이름을 따 자신이 발견한 원소에 '사마리아(samaria)'라는 이름을 붙였는데 이는 이후에 '사마륨'으로 변경되었다. 한편, 사마스카이트라는 광물의 이름은 당시 러시아의 장교 사마르스키에서 따온 것인데, 두 명의 독일 광물학자가 우랄산맥에서 발견된 새로운 광물을 연구할 수 있도록 허락한 사마르스키에게 감사를 표시하고자 광물에 사마스카이트라는 이름을 붙인 것이다. 이로 인해 사마륨은 최초로 사람의 이름을 따서 명명된 화학 원소가 되었다. 발견 직후 Sm이라는 기호를 사용하고자 하였으나, 1920년대까지 Sa라는 기호가 주로 사용되었다.

## 존재
사마륨은 지각 속에 40번째로 많이 존재하는 원소이며, 약 8ppm 정도 포함되어 있다. 이는 란타넘족 중에서는 다섯 번째로 풍부하고 주석보다도 많은 양이다. 토양에 포함된 양은 약 2~23ppm으로 지역이나 토양의 화학적 상태에 따라 다르며 해수에는 극미량이 들어 있다. 자연에서는 순수한 형태로 발견되지 않으나 다른 란타넘족 원소들처럼 세라이트, 가돌리나이트, 사마스카이트, 모나자이트, 희토류광 등 다양한 광물에 최대 2.8% 정도 포함되어있다. 전 세계에 약 2백만 톤 정도 매장된 것으로 추정되며, 현재 주 생산국은 중국, 미국, 브라질, 인도, 스리랑카, 호주 등이다.
사마륨-151은 우라늄의 핵분열 결과물로서 약 0.4% 확률로 생성되기도 하며, 원자로의 제어봉에 포함되어 있는 사마륨-149의 중성자 포획에 의해 합성되기도 하므로 수명이 다 된 핵연료나 방사성 폐기물 등에 다량 포함되어 있다.

## 용도

### 영구자석
사마륨은 네오디뮴 자석 다음으로 강력한 사마륨-코발트 자석을 만드는데 사용된다. 이 때, 사마륨과 코발트의 비율은 1:5이거나 2:17인 경우가 많다. 이러한 자석은 철보다 1만배 이상 강력한 것이다. 또, 네오디뮴 자석은 300~400°C 가량의 온도에서 자성을 잃는데 비해 사마륨-코발트 자석은 700°C 이상의 고온에서도 자성을 잃지 않는다. 주로 소형 전동기, 헤드셋, 기타나 그와 비슷한 악기의 자석식 픽업 등에 사용된다.

### 촉매
사마륨 촉매는 플라스틱의 분해, 폴리염화 바이페닐 등 각종 오염물질의 분해, 에탄올의 탈수와 탈수소화 반응 등에 사용된다.

### 기타
- 산화 사마륨은 세라믹이나 유리 등에 첨가하여 적외선 흡수율을 높이는데 사용되기도 한다.
- 사마륨은 발화합금의 일종인 미시메탈의 성분이기도 하여 라이터나 토치 등의 장치에 부싯돌 역할로 들어가기도 한다.
- 방사성 동위 원소인 사마륨-153은 반감기 46.3시간을 거쳐 베타 붕괴하므로 화합물의 형태로 만들어져 각종 암의 치료제로 쓰이기도 한다.
- 사마륨-149는 중성자를 잘 흡수하는 성질이 있으므로 원자로의 제어봉에 들어간다. X선 레이저의 제조에도 사용되는데, 이 경우 6.8~7.3나노미터의 파장을 가진 X선이 50피코초 동안 방출되므로 다양한 분야에 응용된다.
- 산소족 원소들과의 화합물은 압력에 따라 전기 저항이 달라지는 특성이 있어 압력 감지기에 사용되기도 한다. 사마륨-147과 네오디뮴-143, 네오디뮴-144의 비율을 분석하면 방사능 연대 측정을 할 수도 있다.

## 주의사항
사마륨은 체내에서 생물학적 역할은 없는 것으로 알려져 있다. 수용성의 사마륨 화합물의 일부는 물질대사 과정에서 흡수되어 약간의 독성을 나타내기도 한다. 그러나 대부분의 식물은 측정이 가능할 정도의 사마륨을 흡수하지는 않으므로 인간이 사마륨을 섭취하게 될 확률은 거의 없다.